# Gare de Nam Dinh
La gare de Nam Dinh (vietnamien: Ga Nam Định) est une gare ferroviaire vietnamienne située dans la ville de Nam Định.

## Situation ferroviaire
La gare de Nam Dinh est située sur la Nord-Sud du Viêt Nam.